# The Countess Charming
The Countess Charming è un film muto del 1917 diretto da Donald Crisp. Julian Eltinge, protagonista del film, era un attore famoso per i suoi ruoli en travesti.

## Trama

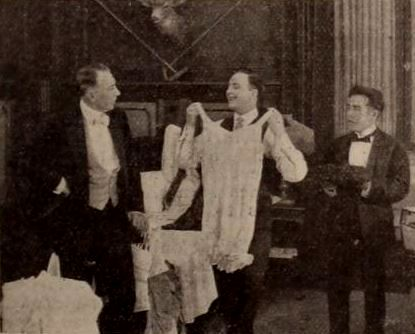
Attore non identificato, Julian Eltinge e George Kuwa

Scapolo giovane e benestante, Stanley Jordan frequenta uno dei migliori circoli cittadini corteggiando la bella Betty Lovering, una ragazza che si occupa di opere benefiche e della raccolta di fondi per la Croce Rossa. Senza volere, Stanley offende la signora Vandergraft, la dama più influente del club che, offesa, sferra una campagna denigratoria contro di lui, facendolo espellere dai soci. Non potendo così più frequentare Betty, Stanley cerca un espediente per essere riaccolto nel club. Travestito da donna, si fa passare per un'aristocratica russa, la contessa Raffelski. La sua mascherata ha successo e la "contessa" è accolta come ospite di riguardo dai soci, ricevuta in tutte le case più ricche della città. Una serie di furti colpisce le residenza visitate dalla contessa e un investigatore si mette a indagare, puntando i suoi sospetti sulla Raffelski. Stanley, per depistarlo, mette in giro la voce che la contessa, vittima di un'aggressione, si trova in punto di morte. Betty, preoccupata, cerca la contessa, scoprendo così che in realtà si tratta del suo corteggiatore. Stanley, con il denaro ricavato dalla refurtiva, è in grado di contribuire con una grande somma al fondo della Croce Rossa, conquistando definitivamente il cuore di Betty.

## Produzione
Il film fu prodotto dalla Jesse L. Lasky Feature Play Company. Originariamente, il soggetto di Gelett Burgess e Carolyn Wells avrebbe dovuto intitolarsi Mrs. Raffles' Career.

## Distribuzione
Il copyright del film, richiesto dalla Jesse L. Lasky Feature Play Co., fu registrato il 15 settembre 1917 con il numero Lp11406.
Distribuito dalla Paramount Pictures e Famous Players-Lasky Corporation, il film uscì nelle sale cinematografiche statunitensi il 24 settembre 1917.
Non si conoscono copie ancora esistenti della pellicola che viene considerata presumibilmente perduta.